# Vila Nova de Oliveirinha
Vila Nova de Oliveirinha ist eine Ortschaft und ehemalige Gemeinde.

## Geschichte
Die Ortschaft Oliveirinha do Prado entstand vermutlich im Zuge der Siedlungspolitik nach der Reconquista und wurde erstmals in den königlichen Erhebungen von 1258 aufgeführt. König D. Manuel I. gab dem Ort am 15. Mai 1514 Stadtrechte.
Die Vila blieb Sitz eines eigenständigen Kreises, bis zu den Verwaltungsreformen nach der Liberalen Revolution 1822 und dem folgenden Miguelistenkrieg 1834. In dem Zuge wurde der Kreis 1836 aufgelöst und Midões angegliedert. Seit dessen Auflösung 1853 gehört Oliveirinha do Prado zum Kreis Tábua. Am 18. Januar 1906 erfolgte die Umbenennung in Vila Nova de Oliveirinha.

## Verwaltung
Vila Nova de Oliveirinha war eine Gemeinde (Freguesia) im Kreis (Concelho) von Tábua, im Distrikt Coimbra. Am 30. Juni 2011 hatte die Gemeinde 296 Einwohner auf einem Gebiet von 4,5 km².
Im Zuge der kommunalen Neuordnung Portugals am 29. September 2013 wurde Vila Nova de Oliveirinha mit Covas zur neuen Gemeinde União das Freguesias de Covas e Vila Nova de Oliveirinha zusammengeschlossen. Sitz der neuen Gemeinde wurde Covas, die Gemeindeverwaltung in Vila Nova de Oliveirinha blieb dabei als Bürgerbüro bestehen.